# USS Corporal (SS-346)
USS Corporal (SS-346) là một  tàu ngầm lớp Balao được Hải quân Hoa Kỳ chế tạo trong Chiến tranh Thế giới thứ hai. Nó là chiếc tàu chiến duy nhất của Hải quân Hoa Kỳ được đặt cái tên này, theo tên một loài thuộc phân họ Leuciscinae của họ Cá chép. Hoàn tất quá trễ để có thể tham gia Thế Chiến II, nó lần lượt được nâng cấp trong khuôn khổ các Dự án GUPPY II và GUPPY III để tiếp tục phục vụ trong giai đoạn Chiến tranh Lạnh cho đến năm 1973. Nó được chuyển giao cho Thổ Nhĩ Kỳ, và tiếp tục hoạt động như là chiếc TCG Ikinci İnönü (S 333) cho đến năm 1996, rồi bị tháo dỡ sau đó.

## Thiết kế và chế tạo
Thiết kế của lớp Balao được cải tiến dựa trên  tàu ngầm lớp Gato dẫn trước, là một kiểu tàu ngầm hạm đội có tốc độ trên mặt nước cao, tầm hoạt động xa và vũ khí mạnh để tháp tùng hạm đội chiến trận. Khác biệt chính so với lớp Gato là ở cấu trúc lườn chịu áp lực bên trong dày hơn, và sử dụng thép có độ đàn hồi cao (HTS: High-Tensile Steel), cho phép lặn sâu hơn đến 400 ft (120 m). Con tàu dài 311 ft 9 in (95,02 m) và có trọng lượng choán nước 1.526 tấn Anh (1.550 t) khi nổi và 2.424 tấn Anh (2.463 t) khi lặn. Chúng trang bị động cơ diesel dẫn động máy phát điện để cung cấp điện năng cho bốn động cơ điện, đạt được công suất 5.400 shp (4.000 kW) khi nổi và 2.740 shp (2.040 kW) khi lặn, cho phép đạt tốc độ tối đa 20,25 hải lý trên giờ (37,50 km/h) và 8,75 hải lý trên giờ (16,21 km/h) tương ứng. Tầm xa hoạt động là 11.000 hải lý (20.000 km) khi đi trên mặt nước ở tốc độ 10 hải lý trên giờ (19 km/h) và có thể hoạt động kéo dài đến 75 ngày.
Tương tự như lớp Gato dẫn trước, lớp Balao được trang bị mười ống phóng ngư lôi 21 in (530 mm), gồm sáu ống trước mũi và bốn ống phía phía đuôi tàu, chúng mang theo tối đa 24 quả ngư lôi. Vũ khí trên boong tàu gồm một hải pháo 4 inch/50 caliber, một khẩu pháo phòng không Bofors 40 mm nòng đơn và một khẩu đội Oerlikon 20 mm nòng đôi, kèm theo hai súng máy .50 caliber. Trên tháp chỉ huy, ngoài hai kính tiềm vọng, nó còn trang bị ăn-ten radar SD phòng không và SJ dò tìm mặt biển. Tiện nghi cho thủy thủ đoàn bao gồm điều hòa không khí, thực phẩm trữ lạnh, máy lọc nước, máy giặt và giường ngủ cho hầu hết mọi người, giúp họ chịu đựng cái nóng nhiệt đới tại Thái Bình Dương cùng những chuyến tuần tra kéo dài đến hai tháng rưỡi.
Corporal được đặt lườn tại xưởng tàu của hãng Electric Boat Company ở Groton, Connecticut vào ngày 27 tháng 4, 1944. Nó được hạ thủy vào ngày 10 tháng 6, 1945, được đỡ đầu bởi bà Homer C. Wick, và được cho nhập biên chế cùng Hải quân Hoa Kỳ vào ngày 9 tháng 11, 1945 dưới quyền chỉ huy của Hạm trưởng, Trung tá Hải quân E. E. Shelby.

## Lịch sử hoạt động

### USSCorporal
Được phân về Hạm đội Đại Tây Dương, Corporal rời Căn cứ Tàu ngầm Hải quân New London vào ngày 8 tháng 1, 1946 để đi đến cảng nhà mới Key West, Florida, đến nơi vào ngày 25 tháng 2. Nó tham gia các đợt thực hành huấn luyện và tập trận ngoài khơi Florida và Bermuda cũng như tại vùng biển Caribe cho đến khi quay trở lại vào ngày 26 tháng 2, 1947. Tại đây nó được hiện đại hóa trong khuôn khổ Chương trình Công suất đẩy dưới nước lớn hơn (GUPPY IIA), giúp cải thiện đáng kể tốc độ lặn dưới nước và tầm xa hoạt động, và sau khi hoàn tất nó quay trở lại Key West vào ngày 2 tháng 3, 1948.
Corporal tiếp tục hoạt động huấn luyện và tập trận ngoài khơi Florida và vùng biển Caribe, cho đến khi khởi hành trong lượt phục vụ đầu tiên cùng Đệ Lục hạm đội tại Địa Trung Hải từ ngày đến ngày 16 tháng 7 đến ngày 15 tháng 10, 1952. Sau khi quay trở về nó tiếp tục hoạt động từ cảng nhà Key West, tham gia các cuộc tập trận hạm đội quy mô lớn tại Đại Tây Dương và vùng biển Caribe. Nó có chuyến viếng thăm quần đảo Anh từ ngày 11 tháng 3 đến ngày 16 tháng 5, 1957, rồi khi quay trở về Key West đã phục vụ cùng Trường Sonar Hạm đội. Trong những năm 1958 và 1959 nó thường xuyên hoạt động tại khu vực thử nghiệm đạn dược. Chiếc tàu ngầm chuyển cảng nhà đến Charleston, South Carolina từ tháng 8, 1959, và đến tháng 12, 1960 nó lên đường cho một chuyến viếng thăm Tây Đức trước khi gia nhập cùng Đệ Lục hạm đội tại Địa Trung Hải.
Vào năm 1962, Cobbler trở thành một trong chín tàu ngầm tiếp tục được hiện đại hóa sâu rộng trong khuôn khổ Chương trình Công suất đẩy dưới nước lớn hơn (GUPPY III). Để đủ chỗ cho các thiết bị điện tử và phòng bản đồ, thân tàu được kéo dài thêm một đoạn 15 ft (4,6 m) phía trước phòng điều khiển, cấu trúc thượng tầng bằng nhựa, và được bổ sung hệ thống sonar đo xa thụ động BQG-4 PUFF (Passive Underwater Fire Control Feasibility System: Hệ thống Điều khiển hỏa lực thụ động dưới nước khả thi), bao gồm ba cảm biến dạng vây cá mập.
Sau khi hoàn tất việc nâng cấp, Corporal hoạt động trở lại vào ngày 20 tháng 7, 1962, và tiếp tục phục vụ trong nhiều vai trò khác nhau trong giai đoạn Chiến tranh Lạnh suốt thập niên 1960 và đầu thập niên 1970. Nó đã có những chuyến đi xâm nhập vòng Bắc Cực từ Bắc Hải, những lượt phục vụ cùng Đệ Lục hạm đội tại Địa Trung Hải, và thường xuyên hoạt động tại vùng biển Caribe. Chiếc tàu ngầm cũng phục vụ cho việc huấn luyện nhân sự tàu ngầm cùng Trường Tàu ngầm tại New London, Connecticut.

#### Sự kiện máy bay trực thăng hạ cánh

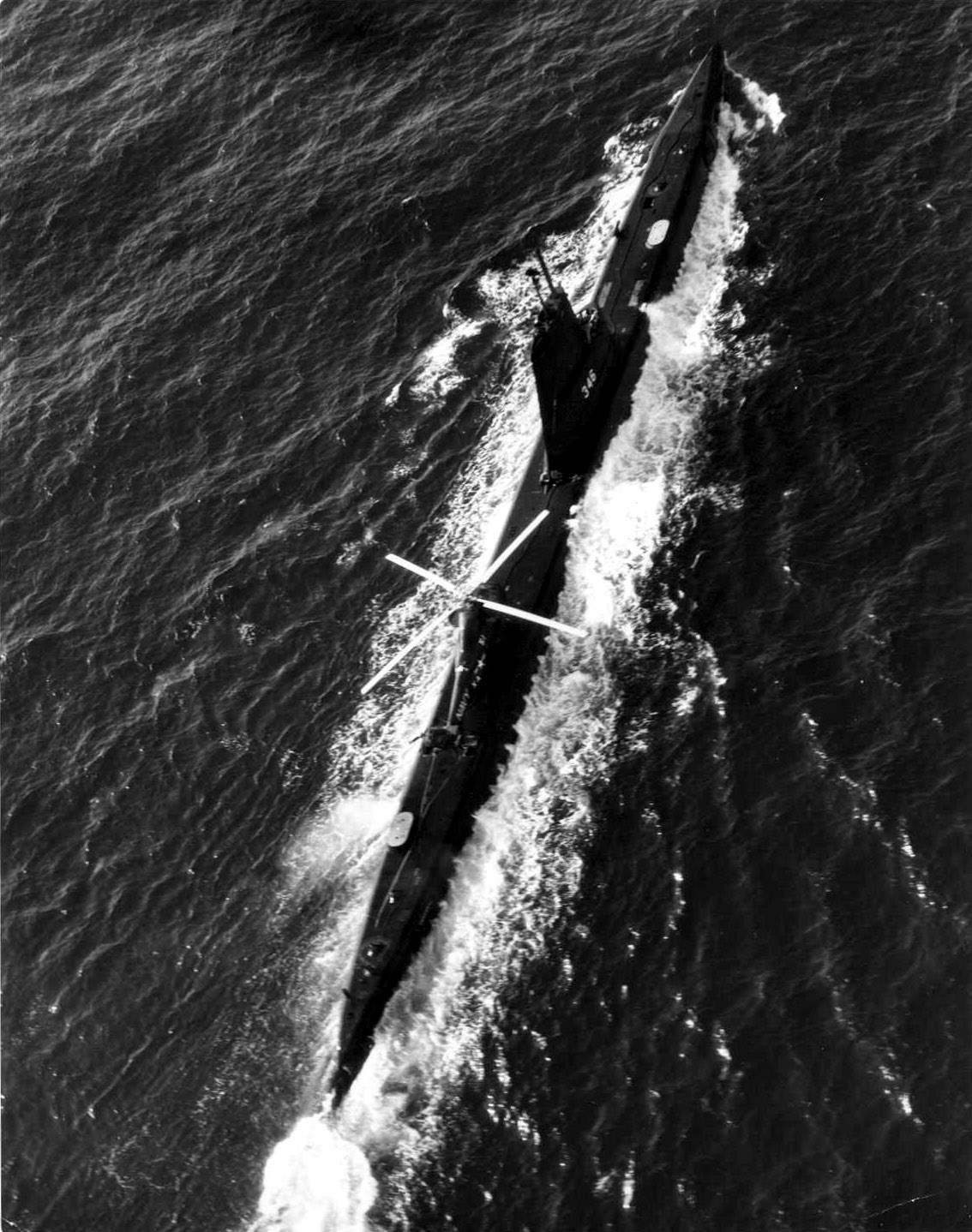
Corporal (SS-346), năm 1956

Trong một đợt thực hành huấn luyện ngoài khơi Key West vào ngày 26 tháng 4, 1956, khi Corporal phục vụ như lực lượng đối đầu với máy bay chống ngầm Hải quân, một máy bay trực thăng Sikorsky HSS-1 Seabat (phiên bản chống ngầm của Sikorsky H-34) của Hải quân mang số hiệu 51 gặp trục trặc kỹ thuật mất dầu khi còn cách Key West khoảng 18 mi (29 km). Corporal đã khẩn cấp trồi lên mặt nước để trợ giúp cứu nạn, rồi đưa ra sáng kiến cho máy bay đáp xuống sàn chiếc tàu ngầm. Chiếc máy bay trực thăng đã hạ cánh an toàn lên sàn tàu phía sau tháp chỉ huy, rồi được chằng buộc cẩn thận trước khi lên đường quay trở về cảng. Sự kiện này đánh dấu lần đầu tiên một máy bay trực thăng hạ cánh khẩn cấp trên một tàu ngầm.

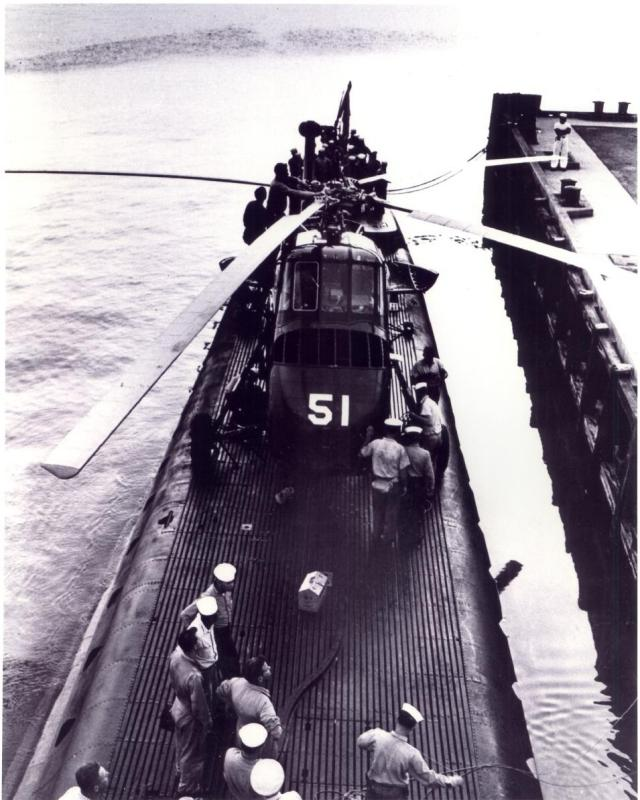
Máy bay trực thăng Sikorsky H-34 hạ cánh trên USS Corporal sau khi gặp trục trặc kỹ thuật

### TCGIkinci İnönü(S333)
Vào ngày 21 tháng 11, 1973, Corporal được cho xuất biên chế đồng thời rút tên khỏi danh sách Đăng bạ Hải quân Hoa Kỳ; nó được chuyển giao cho Thổ Nhĩ Kỳ trong khuôn khổ Chương trình viện trợ quân sự. Chiếc tàu ngầm nhập biên chế vào ngày 12 tháng 2, 1974 như là chiếc TCG Ikinci İnönü (S333) ("İnönü thứ hai"), là chiếc tàu ngầm thứ ba của Hải quân Thổ Nhĩ Kỳ mang cái tên này, được đặt theo trận İnönü thứ hai vào tháng 4, 1921 trong cuộc Chiến tranh giành độc lập Thổ Nhĩ Kỳ.
Con tàu ngừng hoạt động và được cho xuất biên chế vào ngày 2 tháng 9, 1996, và bị tháo dỡ. Một phần đuôi tàu có chứa ống phóng ngư lôi đang được bảo tồn tại Bảo tàng Hải quân tại Istanbul.